# Pallavolo ai XXIX Giochi del Sud-est asiatico - Torneo maschile
La torneo maschile di pallavolo ai XXIX Giochi del Sud-est asiatico si è svolta dal 21 al 27 agosto 2017 a Kuala Lumpur, in Malaysia, durante i XXIX Giochi del Sud-est asiatico: al torneo hanno partecipato otto squadre nazionali del Sud-est asiatico e la vittoria finale è andata per l'ottava volta, la quarta consecutiva, alla Thailandia.

## Impianti
| |  |  |
| |  |  |
| Malaysia International Trade & Exhibition Centre Città: Kuala Lumpur Capienza: - Anno d'apertura: - |  |  |

## Regolamento

### Formula
Le squadre hanno disputato una prima fase a gironi con formula del girone all'italiana; al termine della prima fase:
- Le prime due classificate di ogni girone hanno acceduto alla fase finale per il primo posto strutturata in semifinali, finale per il terzo posto e finale.

### Criteri di classifica
Se il risultato finale è stato di 3-0 o 3-1 sono stati assegnati 3 punti alla squadra vincente e 0 a quella sconfitta, se il risultato finale è stato di 3-2 sono stati assegnati 2 punti alla squadra vincente e 1 a quella sconfitta.
L'ordine del posizionamento in classifica è stato definito in base a:
- Punti;
- Ratio dei set vinti/persi;
- Ratio dei punti realizzati/subiti.

## Squadre partecipanti
| Squadra    | Qualificazione      | Ultima partecipazione |
| ---------- | ------------------- | --------------------- |
| Birmania   | -                   | Singapore 2015        |
| Cambogia   | -                   | Singapore 2015        |
| Filippine  | -                   | Singapore 2015        |
| Indonesia  | -                   | Singapore 2015        |
| Malaysia   | Paese organizzatore | Singapore 2015        |
| Thailandia | -                   | Singapore 2015        |
| Timor Est  | -                   | ?                     |
| Vietnam    | -                   | Singapore 2015        |

## Torneo

### Fase a gironi
| Girone A   | Girone B  |
| ---------- | --------- |
| Birmania   | Filippine |
| Cambogia   | Indonesia |
| Malaysia   | Timor Est |
| Thailandia | Vietnam   |

#### Girone A

##### Risultati
| 21 agosto 2017 Malaysia International Centre, Kuala Lumpur Durata: ? - Spettatori: ? | Birmania   | 0 - 3 | Thailandia | 22-25, 19-25, 27-29               |
| 21 agosto 2017 Malaysia International Centre, Kuala Lumpur Durata: ? - Spettatori: ? | Malaysia   | 3 - 0 | Cambogia   | 25-18, 30-28, 25-17               |
| 22 agosto 2017 Malaysia International Centre, Kuala Lumpur Durata: ? - Spettatori: ? | Thailandia | 3 - 0 | Cambogia   | 25-13, 25-19, 25-17               |
| 22 agosto 2017 Malaysia International Centre, Kuala Lumpur Durata: ? - Spettatori: ? | Birmania   | 3 - 2 | Malaysia   | 25-23, 20-25, 25-22, 20-25, 17-15 |
| 24 agosto 2017 Malaysia International Centre, Kuala Lumpur Durata: ? - Spettatori: ? | Malaysia   | 0 - 3 | Thailandia | 18-25, 19-25, 30-32               |
| 25 agosto 2017 Malaysia International Centre, Kuala Lumpur Durata: ? - Spettatori: ? | Cambogia   | 0 - 3 | Birmania   | 13-25, 20-25, 18-25               |

##### Classifica
| Pos. | Squadra    | Pt | G | V | P | SV | SP | Ratio | PF  | PS  | Ratio |
| ---- | ---------- | -- | - | - | - | -- | -- | ----- | --- | --- | ----- |
| 1.   | Thailandia | 9  | 3 | 3 | 0 | 9  | 0  | MAX   | 236 | 184 | 1,282 |
| 2.   | Birmania   | 5  | 3 | 2 | 1 | 6  | 5  | 1,200 | 250 | 240 | 1,041 |
| 3.   | Malaysia   | 4  | 3 | 1 | 2 | 5  | 6  | 0,833 | 257 | 252 | 1,019 |
| 4.   | Cambogia   | 0  | 3 | 0 | 3 | 0  | 9  | 0,000 | 163 | 230 | 0,708 |

      Qualificata alla fase finale per il primo posto.

#### Girone B

##### Risultati
| 21 agosto 2017 Malaysia International Centre, Kuala Lumpur Durata: ? - Spettatori: ? | Filippine | 0 - 3 | Vietnam   | 19-25, 21-25, 20-25        |
| 22 agosto 2017 Malaysia International Centre, Kuala Lumpur Durata: ? - Spettatori: ? | Indonesia | 3 - 0 | Timor Est | 25-9, 25-6, 25-8           |
| 23 agosto 2017 Malaysia International Centre, Kuala Lumpur Durata: ? - Spettatori: ? | Vietnam   | 3 - 0 | Timor Est | 25-8, 25-13, 25-11         |
| 23 agosto 2017 Malaysia International Centre, Kuala Lumpur Durata: ? - Spettatori: ? | Filippine | 1 - 3 | Indonesia | 21-25, 25-23, 33-35, 21-25 |
| 24 agosto 2017 Malaysia International Centre, Kuala Lumpur Durata: ? - Spettatori: ? | Indonesia | 3 - 0 | Vietnam   | 26-24, 25-20, 25-20        |
| 25 agosto 2017 Malaysia International Centre, Kuala Lumpur Durata: ? - Spettatori: ? | Timor Est | 0 - 3 | Filippine | 13-25, 18-25, 11-25        |

##### Classifica
| Pos. | Squadra   | Pt | G | V | P | SV | SP | Ratio | PF  | PS  | Ratio |
| ---- | --------- | -- | - | - | - | -- | -- | ----- | --- | --- | ----- |
| 1.   | Indonesia | 9  | 3 | 3 | 0 | 9  | 1  | 9,000 | 259 | 187 | 1,385 |
| 2.   | Vietnam   | 6  | 3 | 2 | 1 | 6  | 3  | 2,000 | 214 | 168 | 1,273 |
| 3.   | Filippine | 3  | 3 | 1 | 2 | 4  | 6  | 0,666 | 235 | 225 | 1,044 |
| 4.   | Timor Est | 0  | 3 | 0 | 3 | 0  | 9  | 0,000 | 97  | 225 | 0,431 |

      Qualificata alla fase finale per il primo posto.

### Finali 1º e 3º posto
|  | Semifinali | Semifinali | Semifinali |                 |    | Finale     | Finale    | Finale |
|  |            |            |            |                 |    |            |           |        |
|  | 1A         | Thailandia | 3          |                 |    |            |           |        |
|  | 1A         | Thailandia | 3          |                 |    |            |           |        |
|  | 2B         | Vietnam    | 2          |                 |    |            |           |        |
|  | 2B         | Vietnam    | 2          |                 | 1A | Thailandia | 3         |        |
|  |            |            |            |                 | 1A | Thailandia | 3         |        |
|  |            |            |            |                 |    | 1B         | Indonesia | 1      |
|  | 1B         | Indonesia  | 3          |                 |    | 1B         | Indonesia | 1      |
|  | 1B         | Indonesia  | 3          |                 |    |            |           |        |
|  | 2A         | Birmania   | 2          |                 |    |            |           |        |
|  | 2A         | Birmania   | 2          | Finale 3° posto |    |            |           |        |
|  |            |            |            |                 |    |            |           |        |
|  |            |            |            |                 |    | 2B         | Vietnam   | 3      |
|  |            |            |            |                 |    | 2B         | Vietnam   | 3      |
|  |            |            |            |                 |    | 2A         | Birmania  | 0      |

#### Semifinali
| 26 agosto 2017 Malaysia International Centre, Kuala Lumpur Durata: ? - Spettatori: ? | Thailandia | 3 - 2 | Vietnam  | 22-25, 16-25, 29-27, 25-15, 20-18 |
| 26 agosto 2017 Malaysia International Centre, Kuala Lumpur Durata: ? - Spettatori: ? | Indonesia  | 3 - 2 | Birmania | 22-25, 25-17, 24-26, 34-32, 15-12 |

#### Finale 3º posto
| 27 agosto 2017 Malaysia International Centre, Kuala Lumpur Durata: ? - Spettatori: ? | Vietnam | 3 - 0 | Birmania | 25-18, 25-17, 25-13 |

#### Finale
| 27 agosto 2017 Malaysia International Centre, Kuala Lumpur Durata: ? - Spettatori: ? | Thailandia | 3 - 1 | Indonesia | 25-16, 25-22, 20-25, 25-20 |

## Podio

### Campione
Formazione: Pakdeekaew, Chandahuadong, Raksakaew, Koonmee, Nilsawai, Saengsee, Somkane, Sriutthawong, Namkhunthod, Maneewong, Puanglib, Charoensuk, CT: -

### Secondo posto
Formazione: Seganti, Maulana, Bertiyawan, Heryanto, Zulfikri, Haryono, Zulfi, Nurcahyadi, Huda, Tamamilang, Nurmulki, Andrian, CT: -

### Terzo posto
Formazione: 1 Văn Đức, 2 Văn Phương, 3 Trung Trực, 4 Thành Hạc, 5 Văn Kiều, 6 Hoàng Thương, 7 Trường Giang, 8 Vũ Hoàng, 9 Xuân Thành, 10 Thái Hưng, 11 Thanh Thuận, 12 Hồng Quân, CT: -

## Classifica finale
| Pos | Squadra    |
| --- | ---------- |
|     | Thailandia |
|     | Indonesia  |
|     | Vietnam    |
| 4   | Birmania   |
| 5   | Filippine  |
| 5   | Malaysia   |
| 7   | Cambogia   |
| 7   | Timor Est  |